# Pamela Frankau
Pamela Frankau, född 3 januari 1908, död 9 juni 1967, var en brittisk författare.
Pamela Frankau var dotter till Gilbert Frankau. Hon debuterade 19 år gammal och utgav sedan en rad romaner och noveller, främst med motiv från sin mors ungdoms liv eller från författar- och journalistkretsar i London. Bland hennes verk märks Marriage of Harlequin (1927, svensk översättning 1929), The Fig Tree (1928), Three (1929),  The Black Minute (1929), She and I (1930), Letters from a Modern Daughter to her Mother (1931), Born at Sea (1931), I was the Man (1932), Women are so Serious (1932), The Foolish Apprentices (1933), Tassell-Gentle (1934), I Find Four People (1935) var en självbiografisk skildring, Fifty-Fifty (1936), Villa Anodyne (1936), The Devil We Know (1939) och A Democrat Dies (1940).